# Wellow (Nottinghamshire)
Wellow – wieś w Anglii, w hrabstwie Nottinghamshire, w dystrykcie Newark and Sherwood. Leży 29 km na północ od miasta Nottingham i 196 km na północ od Londynu. W 2001r miejscowość liczyła 444 mieszkańców.